# Sievershausen (Dassel)
Sievershausen ist ein zur Stadt Dassel gehörendes Dorf am Solling im Landkreis Northeim im Süden des Bundeslandes Niedersachsen.

## Geschichte

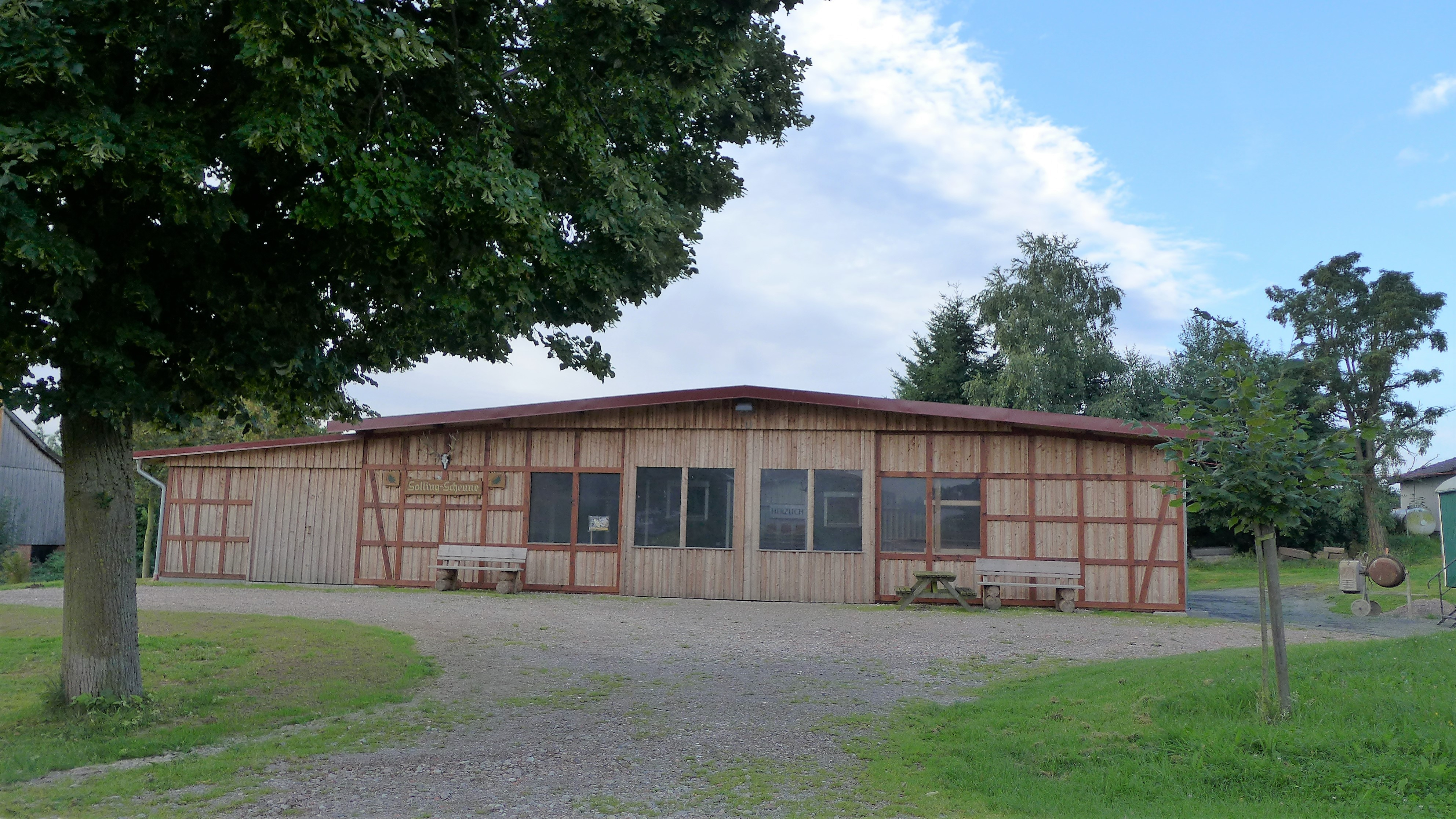
Sollingscheune

Der Ort ist erstmals 1356 unter dem Namen Sydageshusen beurkundet.
Der erste urkundlich belegte Bau einer Kirche wurde 1577 fertiggestellt, also nach Einführung der Reformation in dieser Gegend. Da man bei Renovierungsarbeiten Steine mit mittelalterlichen Bearbeitungsspuren fand, geht man davon aus, dass der Bau an der Stelle einer älteren Kapelle erfolgte. 1585 hatte Sievershausen nach einer durch Herzog Julius veranlassten Zählung 413 Einwohner. Im Dreißigjährigen Krieg kam etwa die Hälfte der Einwohner ums Leben. In dem folgenden Jahrhundert führten zahlreiche Neuansiedlungen, zumeist Brinksitzer und Anbauer, zu einem deutlichen Anstieg der Einwohnerzahl. 1730 wurde das 1577 errichtete Kirchengebäude durch einen Neubau ersetzt. Eine Folge der gestiegenen Bevölkerungszahl war der Ausbau des ursprünglichen Dorfes, d. h. des heutigen Unterdorfes, in Richtung Westen, d. h. des heutigen Oberdorfes. Eine andere Folge war eine allgemeine Verarmung, da die landwirtschaftlichen Ertragsflächen zunächst in unveränderter Größe beibehalten wurden. 1832 wanderten daher 53 Personen aus. Dennoch nahm die Einwohnerzahl bis 1845 auf 1644 zu. Daher erweiterte man die Dorfgemarkung durch Rodungen des Sollingrandes. Zeitlicher Schwerpunkt der Rodungen war das 19. Jahrhundert bis Anfang des 20. Jahrhunderts. Sie folgten zum Teil kleinen Bachläufen, was sich noch heute im Verlauf der Gemeindegrenze am gemeindefreien Solling widerspiegelt. 1872 musste die baufällig gewordene Kirche faktisch neu gebaut werden. Baumeister war Conrad Wilhelm Hase. Zeitgleich wurde der kirchennahe Friedhof an den südöstlichen Dorfrand verlegt, aber erst 1965 mit einer Kapelle ausgestattet. Infolge der Urbanisierung und einer Cholera-Epidemie, der im Jahr 1854 83 Personen zum Opfer fielen, sowie der 41 Gefallenen des Ersten Weltkrieges nahm die Bevölkerungszahl bis 1925 auf rund 1000 ab. 
Gegen Ende des Zweiten Weltkriegs wurde Südniedersachsen zum Kriegsschauplatz. Anfang April 1945 überquerten US-amerikanische Truppen die Weser. Am 7. April bezog die Funkabteilung des deutschen Stellv. Generalkommandos VI aus Münster in Sievershausen Stellung. Ein Oberst war mit seinem Stab ins Pfarrhaus eingezogen, der kommandierende General nahm auf Gut Friedrichshausen Quartier. Bürgermeister August Schwerdtfeger versuchte, den Oberst vom Vorhaben der militärischen Verteidigung Sievershausen abzusehen. Obwohl ihm die Erschießung angedroht wurde, zog die Abteilung nach einer Unterredung mit dem General ab. Am 10. April 1945 stießen die amerikanischen Truppen über Abbecke auf Sievershausen vor. Ein Einwohner ging ihnen mit einer weißen Fahne entgegen. Ohne Widerstand fuhren die Fahrzeuge nach Relliehausen und Dassel weiter.
Nach dem Zweiten Weltkrieg siedelten sich rund 800 Vertriebene in Sievershausen an. Seitdem sind die Urbanisierung und der demografische Übergang die Hauptfaktoren der Bevölkerungsentwicklung.
Am 1. Februar 1972 wurde ein Teil des aufgelösten gemeindefreien Gebietes Solling (Landkreis Einbeck) mit damals etwa zehn Einwohnern eingegliedert. Am 1. März 1974 wurde Sievershausen in die Stadt Dassel eingemeindet.

## Abbecke
Die Siedlung Abbecke entstand im ausgehenden 18. Jahrhundert als Arbeitersiedlung. Die Gründung, die um 1780 als Kolonie Abbecke erfolgte, lag im Interesse des Hochstifts Hildesheim, das sich entsprechend der damaligen Siedlungspolitik eine Stabilisierung seiner Südwestgrenze erhoffte. Der Ortsname wurde einer Sollingkarte entnommen, in der Johannes Krabbe 1603 den Abbeckefluß eingetragen hatte. Die idyllische Umgebung Abbeckes blieb bis heute erhalten, da die Einwohnerzahl seit Gründung etwa konstant ist.
Abbecke ist der höchstgelegene Ortsteil der Stadt Dassel und einer der höchstgelegenen des Sollings.

## Friedrichshausen

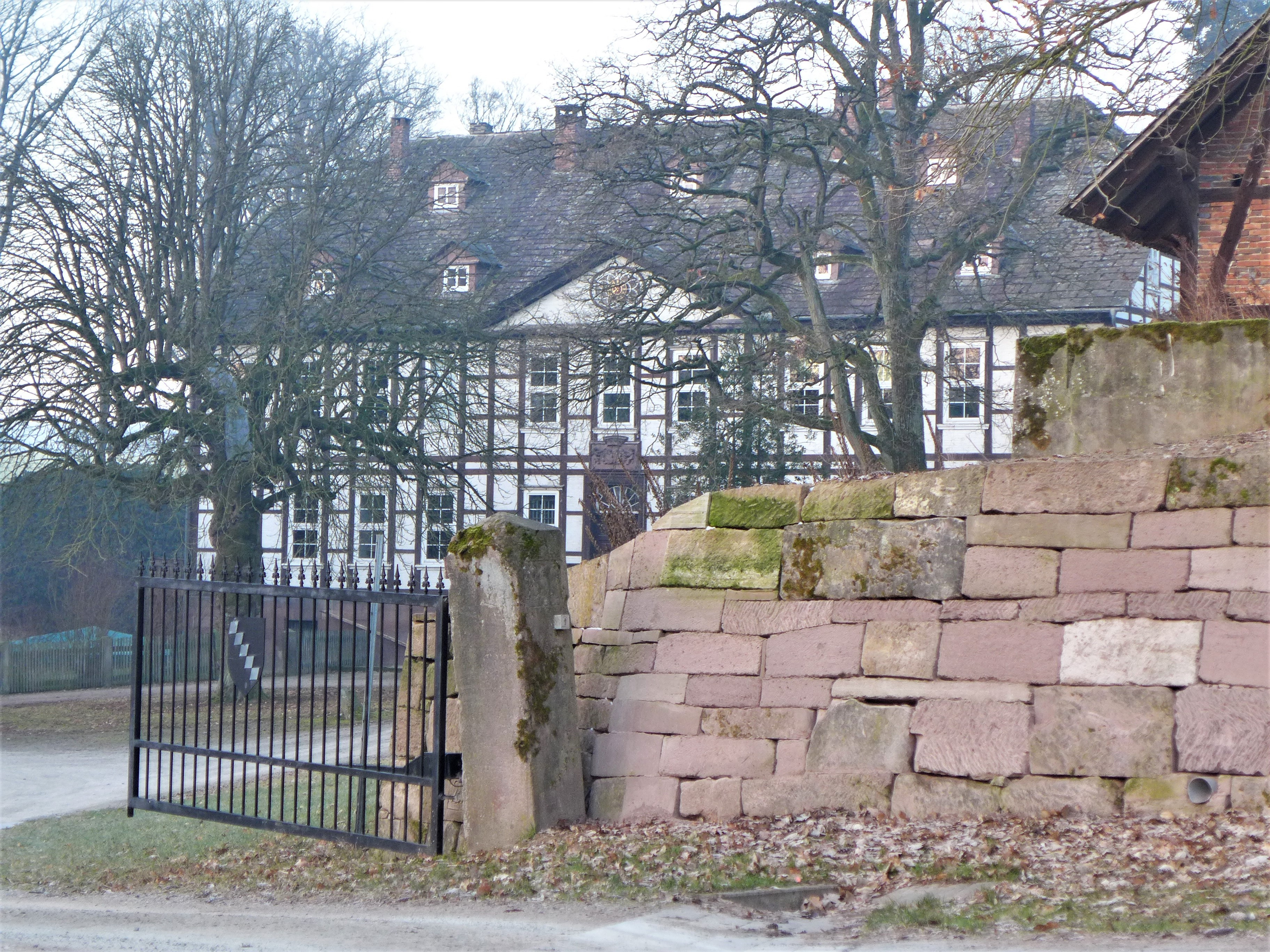
Tor zum Gut Friedrichshausen

Das Gut Friedrichshausen bestand bereits im Mittelalter und wurde 1666 zum Stammsitz derer von Garmissen. Die genaue urkundliche Ersterwähnung ist wegen möglicher Namensverwechselung schwierig zuzuordnen. 1459 wurde der Sitz als Lehen des Bischofs von Hildesheim erwähnt. Zu diesem Zeitpunkt besaß die Anlage einen Bergfried, war somit als Burg ausgebaut. 1626 heißt es, dass mit Trümmern der zerstörten Burg Teile des Burggrabens zugeschüttet worden seien. Friedrichshausen wurde 1928 politisch nach Sievershausen eingemeindet. Nach dem Ort ist das Friedrichshäuser Bruch benannt.

## Kultur und Sehenswürdigkeiten
- Rittergut Friedrichshausen mit Ruhewald.
- jüdischer Friedhof
- Jährlich wird ein Osterfeuer veranstaltet. Zu den bekannten Vereinen gehören der TSV Einigkeit Sievershausen, die Kyffhäuserkameradschaft Sievershausen, die Freiwillige Feuerwehr Sievershausen und der Sollingverein Sievershausen.
- Jährlich wird ein Meilerfest veranstaltet, bei dem am Ortsrand ein Kohlenmeiler aufgebaut wird, um an eine ehemalige berufliche Tradition zu erinnern.

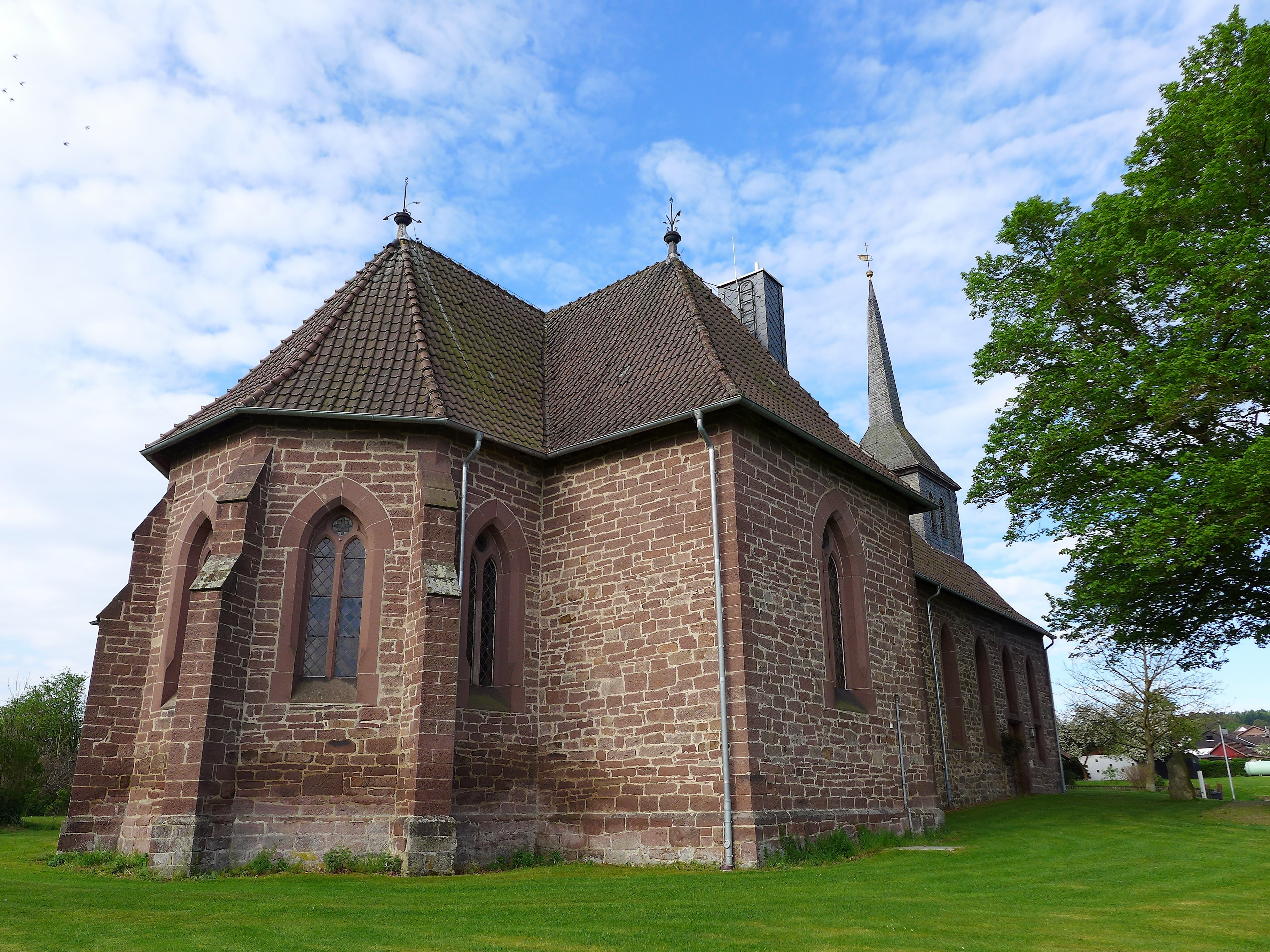
Kirche Sievershausen

- Die Sollingscheune ist ein kultureller Mittelpunkt im Dorf.
- Der kreuzförmige Grundriss der Trinitatiskirche ergibt sich dadurch, dass der Kirchensaal vor dem Chor zum Querhaus verbreitert ist. Die beiden Längsseiten weisen je fünf Fenster auf, um auf die fünf Wunden Christi hinzuweisen. Die Kirche ist ziegelgedeckt, während der Glockenturm schiefergedeckt ist.[11] Im Jahre 2010 wurde eine Innenrenovierung vorgenommen.[12] Daraufhin erfolgte 2011 die Wiedereinweihung.[13]
- Der am Ortsrand eingerichtete Wichtelpfad dient der Umweltbildung.[14]

## Infrastruktur
Sievershausen war Standort eines Schullandheims. Der Kindergarten nutzt das vormalige Grundschulgebäude.

## Politik

### Ortsrat
Sievershausen hat einen elfköpfigen Ortsrat, der seit der Kommunalwahl 2021 ausschließlich von Mitgliedern der "Bürgergemeinschaft Sievershausen" besetzt ist. Die Wahlbeteiligung lag bei 65,8 Prozent.

### Ortsbürgermeister
Ortsbürgermeisterin ist Cornelia Schmidt, stellvertretender Ortsbürgermeister ist Julian Hein.